# Wind River. Na przeklętej ziemi
Wind River. Na przeklętej ziemi (ang. Wind River) – amerykański współczesny western kryminalny z 2017 roku w reżyserii i według scenariusza Taylora Sheridana.
Film porusza trudny temat dużej liczby kobiet z pierwotnych ludów Ameryki, które padają ofiarą gwałtów i morderstw, zarówno w rezerwatach, jak i poza nimi.
Film stanowi trzecią część trylogii Taylora Sheridana o „współczesnym amerykańskim pograniczu”: pierwszy to Sicario (2015), a drugi Aż do piekła (2016). 

## Fabuła
Tropiciel zwierząt Cory Lambert (Jeremy Renner) pracuje na obszarze indiańskiego rezerwatu Wind River. Podczas jednej z zimowych wypraw znajduje w leśnej głuszy zwłoki nastoletniej Indianki. Przed śmiercią ofiara została brutalnie zgwałcona. Na miejsce zbrodni FBI przysyła agentkę Jane Banner (Elizabeth Olsen). Kobieta jest młoda i niedoświadczona, a miejscowi jej nie ufają. Lambert, który kilka lat wcześniej stracił córkę w podobnych okolicznościach, pomaga jej w śledztwie.

## Obsada
- Jeremy Renner – Cory Lambert
- Elizabeth Olsen – agentka FBI Jane Banner
- Graham Greene – szeryf Ben Shoyo
- Kelsey Asbille – Natalie Hanson
- Gil Birmingham – Martin Hanson
- Julia Jones – Wilma Lambert
- Martin Sensmeier – Chip Hanson
- Althea Sam – Annie Hanson
- Teo Briones – Casey Lambert
- Apesanahkwat – Dan Crowheart
- Tantoo Cardinal – Alice Crowheart
- Jon Bernthal – Matt Rayburn
- James Jordan – Pete Mickens
- Hugh Dillon – Curtis
- Matthew Del Negro – Dillon
- Blake Robbins – Tim
- Austin Grant – Carl
- Ian Bohen – Evan
- Eric Lange – Dr Randy Whitehurst
- Tyler Laracca – Frank Walker
- Gerald Tokala Clifford – Sam Littlefeather

## Produkcja
Zdjęcia kręcono na terenie stanu Utah.

## Nagrody i nominacje
Film zdobył nagrodę za najlepszą reżyserię w ramach sekcji „Un Certain Regard” podczas 70. MFF w Cannes w 2017 oraz został zaliczony do Top Ten Independent Film przez National Board of Review.